# 44 Montgomery
44 Montgomery es un rascacielos de oficinas de 43 pisos y 172 m en el corazón del Distrito Financiero de la ciudad de San Francisco, en el estado de California (Estados Unidos). Cuando se completó en 1967, fue el edificio más alto al oeste de Dallas, fue superado por 555 California Street (la antigua sede mundial de Bank of America) en 1969. El edificio fue diseñado, construido y destinado para Wells Fargo Bank y a la subsidiaria que tenía su sede allí en un momento (la sede del banco está en 464 California Street). Fue vendido por AT&T en 1997 por 111 millones de dólares.
44 Montgomery, como parte del diseño original que anticipa el sistema de metro BART que estaba en construcción, contiene acceso subterráneo directo a la Estación Calle Montgomery.